# Bourtanger Moor

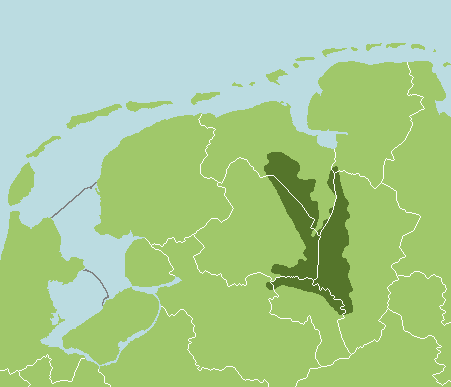
Das Bourtanger Moor

Das Bourtanger Moor (niederländisch Bourtangerveen) war ehemals das größte zusammenhängende Moorgebiet Westeuropas, noch bis in die 1950er Jahre eines der größten Moorgebiete in Deutschland und liegt im Emsland westlich der Ems. Es erstreckt sich im Westen noch bis in die Niederlande und ist nach dem niederländischen Festungsstädtchen Bourtange benannt.

## Bedeutung
Das ehemalige Moorgebiet hat heute noch eine Größe von etwa 200 Quadratkilometern. Es erstreckte sich in Nord-Süd-Richtung auf gut 40 Kilometern zwischen der Gemeinde Rhede im Norden und Twist sowie Wietmarschen in der Grafschaft Bentheim im Süden. Die Breite beträgt gut 12–15 km zwischen den Ortschaften Emmen und Ter Apel im Westen auf niederländischem Gebiet sowie Dörpen, Haren-Rütenbrock und Meppen auf deutscher Seite.
Wurden in den letzten Jahrhunderten nur vergleichsweise kleine Flächen abgetorft und urbar gemacht, so wurde in den 1950er Jahren durch finanzielle Mittel aus dem Emslandplan unter technischem Großeinsatz fast das gesamte Moor entwässert und als Weidefläche bzw. Ackerland insbesondere für Vertriebene aus den deutschen Ostgebieten erschlossen. Dahinter stand aber auch der Gedanke, dass durch die Besiedlung der Brachflächen deren mögliche Annexion durch die Niederlande erschwert würde.
Von den ehemals großen Moorgebieten blieben nur noch kleinere Reststücke erhalten, die heute teilweise unter Naturschutz stehen. Das Bourtanger Moor wird daher heute von eher extensiver Landwirtschaft geprägt; die meisten neu angelegten Moorkolonien haben sich nach dem Zweiten Weltkrieg deutlich ausdehnen können. Überdies findet weiterhin eine industrielle Abtorfung etwa durch ein Torfwerk in Wietmarschen statt.
Das westliche Emsland und die nordwestliche Grafschaft Bentheim und damit auch das Bourtanger Moor werden mittlerweile durch die jetzt fertiggestellte Autobahn 31 sowie die Bundesstraße 70 und die am Ostrand des Moores verlaufende Emslandstrecke (Kursbuchstrecke 395 der Deutschen Bahn) zwischen Münster und Emden erschlossen.
Im Bourtanger Moor wurden mehrere Moorleichen gefunden, darunter der als Roter Franz bekannte Mann von Neu Versen, die Moorleiche von Kibbelgaarn und die Männer von Weerdinge.